# Distrito de Santiago de Paucaray
El Distrito de Santiago de Paucaray es uno de los once distritos que conforman la Provincia de Sucre, ubicada en el Departamento de Ayacucho, perteneciente a la Región Ayacucho, (Perú).

## Historia
El distrito fue creado mediante Ley N.º 14079 del 21 de mayo de 1962. Su capital es el centro poblado de Santiago de Paucaray.

## División administrativa

### Centros poblados
- Urbanos
  - Santiago de Paucaray, con 696 habitantes.
- Rurales

### Anexos
Atihuara,
Autama,
Chullhua y
Ccara Ccara.

## Autoridades

### Municipales
- 2023 - 2026[2]
  - Alcalde: Abelio Jauregui Yalli, de Alianza por nuestro desarrollo.
  - Regidores:

  1. Gricelda Guillen Pacheco (Alianza por nuestro desarrollo)
  2. Ivan Sergio Rojas Yalli (Alianza por nuestro desarrollo)
  3. Nancy Molina Espinoza (Alianza por nuestro desarrollo)
  4. Juan Bautista Puchuri Paucca (Musuq ÑanAlianza por nuestro desarrollo)
  5. Digna Cupe Pardo (Movimiento Regional agua)

Alcaldes anteriores
- 1996 - 1998: Pablo Molina Escalante.(Partido L.I. Nro 15 Chanka Kallpa)
- 1999 - 2002: Pablo Molina Escalante.(Movimiento Independiente Vamos Vecino)
- 2003 - 2006: Máximo Sánchez Cabana.(Perú Posible)
- 2007 - 2010: Máximo Sánchez Cabana.(Movimiento Independiente Innovación Regional)
- 2011 - 2014: Domeciano Cure Jáuregui. (Movimiento Independiente Regional Todos con Ayacucho)
- 2015 - 2018: Julio Gonzalo Pichihua Molina.(Alianza Renace Ayacucho)
- 2019 - 2022: Percy Ccaccya Huamaní.(Movimiento Regional Musuq Ñan)

## Festividades
Actualmente, tiene tres fechas festivas que se consideran las más resaltantes tales como:
- Santiago Apóstol, cuya fiesta se realiza con orquesta de bandas, toril con arpa violin y cantantes incluido la corrida de toros, fecha de celebración es del 23 al 27 de julio de cada año.

- Virgen de la candelaria, cuya fecha de celebración se da con los artistas huaylias y pastores desde el 31 de enero al 3 de febrero de cada año.

- Fiesta del agua, cuya celebración se da con los danzantes de tijeras desde el 31 de agosto al 04 de setiembre de cada año.